# Fiuminata
Fiuminata är en ort och kommun i provinsen Macerata i regionen Marche i Italien. Kommunen hade 1 317 invånare (2018).